# Federación Internacional de Asociaciones de Productores Cinematográficos
La Federación Internacional de Asociaciones de Productores Cinematográficos (FIAPF) (en francés: Fédération Internationale des Associations de Producteurs de Films) es una organización internacional creada en 1933 y con sede en París que reúne 36 asociaciones de productores cinematográficos de 30 países. Su objetivo es representar los intereses de las asociaciones en lo que respecta a políticas de derechos de autor, estándares técnicos y libertad de comercio. Además, tiene por función regular los festivales cinematográficos de todo el mundo, acreditarlos y establecer jerarquías de calidad de acuerdo con criterios organizativos y tecnológicos.

## Festivales de cine acreditados por la FIAPF

### Festivales de cine competitivos ("clase A")
Los siguientes festivales de cine son considerados competitivos por la FIAPF:
1. Berlín (Alemania) / Festival Internacional de Cine de Berlín
2. El Cairo (Egipto) / Festival Internacional de Cine de El Cairo
3. Teherán (Irán) / Festival Internacional de Cine de Fajr
4. Cannes (Francia) / Festival de Cannes
5. Goa (India) / Festival Internacional de Cine de la India
6. Karlovy Vary (República Checa) / Festival Internacional de Cine de Karlovy Vary
7. Locarno (Suiza) / Festival Internacional de Cine de Locarno
8. Mar del Plata (Argentina) / Festival Internacional de Cine de Mar del Plata
9. San Sebastián (España) / Festival Internacional de Cine de San Sebastián
10. Shanghái (China) / Festival Internacional de Cine de Shanghái
11. Tallin (Estonia) / Festival de Cine de Tallin
12. Tokio (Japón) / Festival Internacional de Cine de Tokio
13. Venecia (Italia) / Festival Internacional de Cine de Venecia
14. Varsovia (Polonia) / Festival de Cine de Varsovia
15. Valladolid (España) / Semana Internacional de Cine de Valladolid

### Festivales de cine especializados
Los siguientes festivales de cine son considerados especializados por la FIAPF: 
1. Almaty (Kazajistán) / Festival Internacional de Cine de Eurasia, cine versión original idioma kazajo
2. Antalya (Turquía) / Festival Internacional de Cine de Antalya, cine versión original idioma turco
3. Bruselas (Bélgica) / Festival Internacional de Cine Fantástico de Bruselas, cine fantástico
4. Busan (Corea de Sur) / Festival Internacional de Cine de Busan, cine versión original idioma coreano
5. Cartagena (Colombia) / Festival Internacional de Cine de Cartagena de Indias, cine producido en Iberoamérica
6. Cluj (Rumania) / Festival Internacional de Cine de Transilvania, cine versión original idioma rumano
7. Courmayeur (Italia) / Festival Internacional de Cine de Courmayeur, cine independiente
8. Gijón (España) / Festival Internacional de Cine de Gijón, cine y televisión infantil, adolescente y juvenil
9. Estambul (Turquía) / Festival Internacional de Cine de Estambul, cine independiente
10. Estocolmo (Suecia) / Festival Internacional de Cine de Estocolmo, directores/as que hayan dirigido tres o menos de tres largometrajes
11. Kiev (Ucrania) / Festival Internacional de Cine de Kiev, cine versión original idioma ucraniano
12. Kitzbühel (Austria) / Festival de Cine de Kitzbühel, cine independiente
13. Kolkata (India) / Festival Internacional de Cine de Calcuta, cine versión original idioma bengalí
14. Minsk (Bielorrusia) / Festival Internacional de Cine de Minsk, cine versión original idioma bielorruso
15. Mumbai (India) / Festival Internacional de Cine de Bombay, cine versión original idioma marathi
16. Namur (Bélgica) / Festival Internacional de Cine Francófono de Namur, cine versión original idioma francés
17. Sarajevo (Bosnia y Herzegovina) / Festival de Cine de Sarajevo, cine sur este europeo, cine versión original Idioma serbocroata (Variante bosnia, Variante croata, Variante montenegrina, Variante serbia)
18. Sídney (Australia) / Festival de Cine de Sídney, cine independiente
19. Sitges (España) / Festival de Cine de Sitges, cine fantástico, terror y ciencia ficción
20. Sofía (Bulgaria) / Festival Internacional de Cine de Sofía, cine independiente
21. Trivandrum (India) / Festival Internacional de Cine de Kerala, cine versión original idioma malabar
22. Turín (Italia) / Festival de Cine de Turín, cine independiente
23. Valencia (España) / Cinema Jove, jóvenes cineastas (29 años o menos)
24. Valencia (España) / Mostra de València-Cinema del Mediterrani, certamen competitivo especializado en películas de países mediterráneos
25. Málaga (España) / Festival de Málaga, especializado en películas de habla hispana.

### Festivales de cine no competitivos
Los siguientes festivales de cine son considerados no competitivos por la FIAPF:
1. Viena (Austria) / Vienna International Film Festival - Viennale
2. Toronto (Canadá) / Toronto International Film Festival
3. Roma (Italia) / Rome Film Festival

### Festivales de cine de cortometrajes y documentales
Los siguientes festivales de cine son considerados de cortometrajes y documentales por la FIAPF:
1. Bilbao (España) / International Festival of Documentary and Short Film of Bilbao - Zinebi
2. Cracovia (Polonia) / Cracow Film Festival
3. Oberhausen (Alemania) / International Short Film Festival Oberhausen
4. San Petersburgo (Rusia) / 'Message to Man' International Film Festival
5. Tampere (Finlandia) / Tampere Film Festival

## Integrantes de la FIAPF
- Alemania: Verband Deutscher Filmproduzenten Ev, Allianz Deutscher Produzenten - Film & Fernsehen e.V.
- Argentina: Asociación General de Productores Cinematográficos, Instituto Nacional de Cine y Artes Audiovisuales
- Australia: Screen Producers Association of Australia - SPAA
- Austria: Fachverband der Audiovisions und Filmindustrie
- Bélgica: Vlaamse Onafhankelijke Film & Televisie Producenten v.z.w. (V.O.F.T.P.)
- Canadá: Canadian Film and Television Production Association
- China: China Filmmakers Association
- Croacia: Croatian Producers Association (HRUP)
- Dinamarca: Danish Film and TV Producers
- Egipto: Egyptian Chamber of Cinema Industry
- Eslovaquia: Slovak Audiovisual Producers Association (SAPA)
- España: Federación de Asociaciones de Productores Audiovisuales de España (FAPAE)
- Estados Unidos: Independent Film & Television Alliance, Motion Pictures Association
- Estonia: Estonian National Producers Union (ERPÃ)
- Finlandia: Suomen Elokuvatuottajien Keskusliitto (SEK)
- Hungría: Magyar Audiovizualis Producerek Szovetsege - MAPSZ
- India: Film Federation of India, National Film Development Corporation Ltd.
- Irán: The Iranian Alliance of Motion Picture Guilds - Khaneh Cinema
- Islandia: Association of Icelandic Films Producers
- Japón: Motion Picture Producers Association of Japan
- Letonia: Film Producers Association of Latvia
- Nigeria: Association of Nollywood Core Producers - ANCOP
- Noruega: Norske Film & TV Produsenters Forening
- Nueva Zelanda: Screen Production and Development Association - SPADA
- Países Bajos: Netherlands Association of Feature Film Producers
- Reino Unido: Producers Alliance for Cinema and Television (PACT)
- República Checa: Audiovisual Producers' Association (APA)
- Rusia: Film Producers Guild of Russia
- Suecia: Swedish Filmproducers' Associations
- Suiza: Association Suisse des Producteurs de Films
- Turquía: Film Yapimcilari Meslek Birligi Fiyab, Sinema Eseri Yapimcilari Meslek Birligi - Se-Yap, Tesiyap Televizyon ve Sinema Film Yapimcilari Meslek Birligi
- Ucrania: The Association of Ukrainian Producers